# Johannes van Dam
Johannes van Dam (Ámsterdam, 9 de octubre de 1946 - ibíd. 18 de septiembre de 2013) fue un periodista culinario y escritor neerlandés. Van Dam escribió una columna regular sobre alimentación en el diario Het Parool durante casi 25 años.
Van Dam estudió medicina y psicología, y trabajó en el negocio de la prensa desde 1967 a 1981 (para Het Vrije Volk y Haagse Post), antes de atender una tienda de libros de cocina en Ámsterdam, en 1983. En 1986 comenzó a escribir una columna sobre comida para el semanario holandés Elsevier, y en 1989 vendió la tienda de libros y comenzó a escribir a tiempo completo, para Het Parool y el diario belga De Morgen, además de Elsevier. Publicó un libro sobre comida, De Dikke Van Dam, en 2005. Murió en 2013 después de sufrir durante un tiempo de problemas de salud, como la diabetes.